# Last Nite (Larry Carlton)
Last Nite è un album discografico del chitarrista statunitense Larry Carlton pubblicato nel 1986 dall'etichetta discografica MCA.

## Il Disco
Last Nite è stato registrato dal vivo al Baked Potato, North Hollywood, in California. Si tratta di un album strumentale nel quale Carlton interpreta, oltre a canzoni di sua composizione, anche due brani di Miles Davis, ormai considerati degli standard: "So What" e "All Blues". È presente una sezione fiati costituita da due trombe e un sassofono.
Nel 1987 l'album ha raggiunto, nelle charts di Billboard, la quinta posizione nei Top Contemporary Jazz Albums, e la sedicesima posizione nei Top Jazz Albums.

## Tracce
LATO A
1. So What – 7:57 (musica: Miles Davis)
2. Don’t Give It Up – 5:32 (musica: Larry Carlton)
3. The B. P. Blues – 7:53 (musica: Larry Carlton)

LATO B
1. All Blues – 8:18 (musica: Miles Davis)
2. Last Nite – 7:57 (musica: Larry Carlton)
3. Emotions Wound Us So – 6:17 (musica: Larry Carlton)

## Musicisti
- Larry Carlton - chitarra
- Alex Acuña - percussioni
- Abraham Laboriel - basso
- John Robinson - batteria
- Terry Trotter - tastiere
- Marc Russo - sax
- Gary Grant - tromba
- Jerry Hey - tromba